# Wes Bush
Wesley G. "Wes" Bush, född 1961 eller 1962, är en amerikansk företagsledare som är styrelseordförande, vd och president för den amerikanska vapentillverkaren Northrop Grumman Corporation. Bush har jobbat inom Northrop Grumman som CFO mellan 2005 och 2007 och COO mellan 2007 och 2009. Han blev utsedd till president för Northrop Grumman år 2006. Bush ersatte Ronald D. Sugar som vd den 1 januari 2010 och ett år senare ersatte han den sittande styrelseordföranden Lewis W. Coleman.